# Les Clayes-sous-Bois
Les Clayes-sous-Bois ist eine französische Gemeinde.

## Geografie
Die Stadt liegt elf Kilometer westlich von Versailles im Département Yvelines in der Region Île-de-France. Sie gehört zum Arrondissement Versailles und zum Kanton Plaisir. Ein großer Teil des Bois de Saint-Joint liegt im Gemeindegebiet.

## Bevölkerung
Les Clayes-sous-Bois hat 16.940 Einwohner (Stand: 1. Januar 2022). Die Einwohner werden Clétiens oder Clétois genannt.

## Geschichte

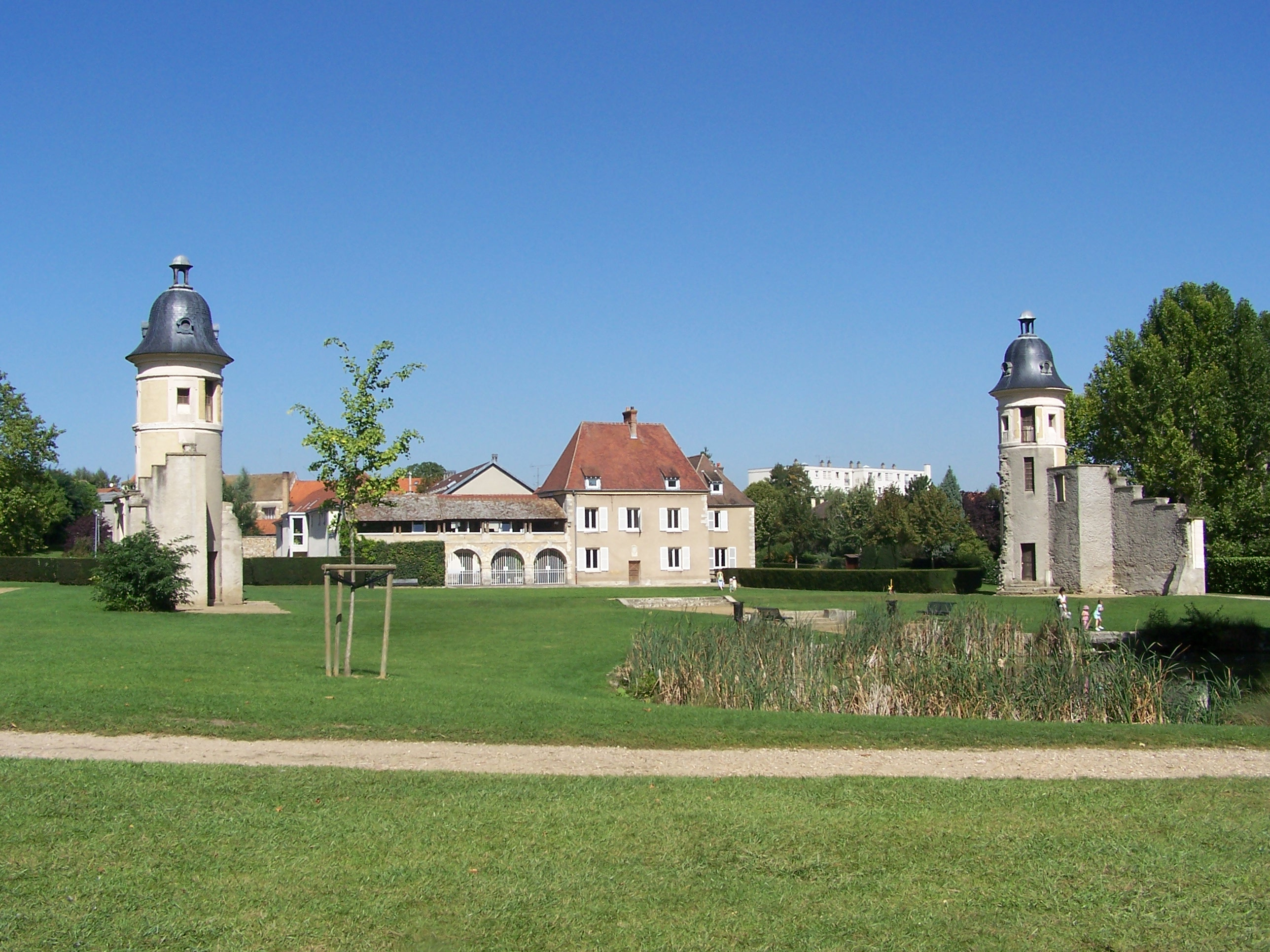
Die heutigen Reste des Châteaus

1118 wurde das Château von Simon de Cloyes in unmittelbarer Nachbarschaft der westlich um 1100 entstandenen Kirche errichtet.
1910 ereignete sich in der Nähe des Ortes ein schwerer Eisenbahnunfall, bei dem 20 Menschen starben. 

## Verkehr
Auf dem Gemeindegebiet von Les Clayes-sous-Bois liegt der Bahnhof Villepreux-Les Clayes an der Bahnstrecke Saint-Cyr–Surdon.

## Gemeindepartnerschaften
Les Clayes-sous-Bois unterhält Partnerschaften mit folgenden Städten und Gemeinden:
- Röthenbach an der Pegnitz, Bayern, Deutschland
- Ponte da Barca, Portugal

## Sehenswürdigkeiten

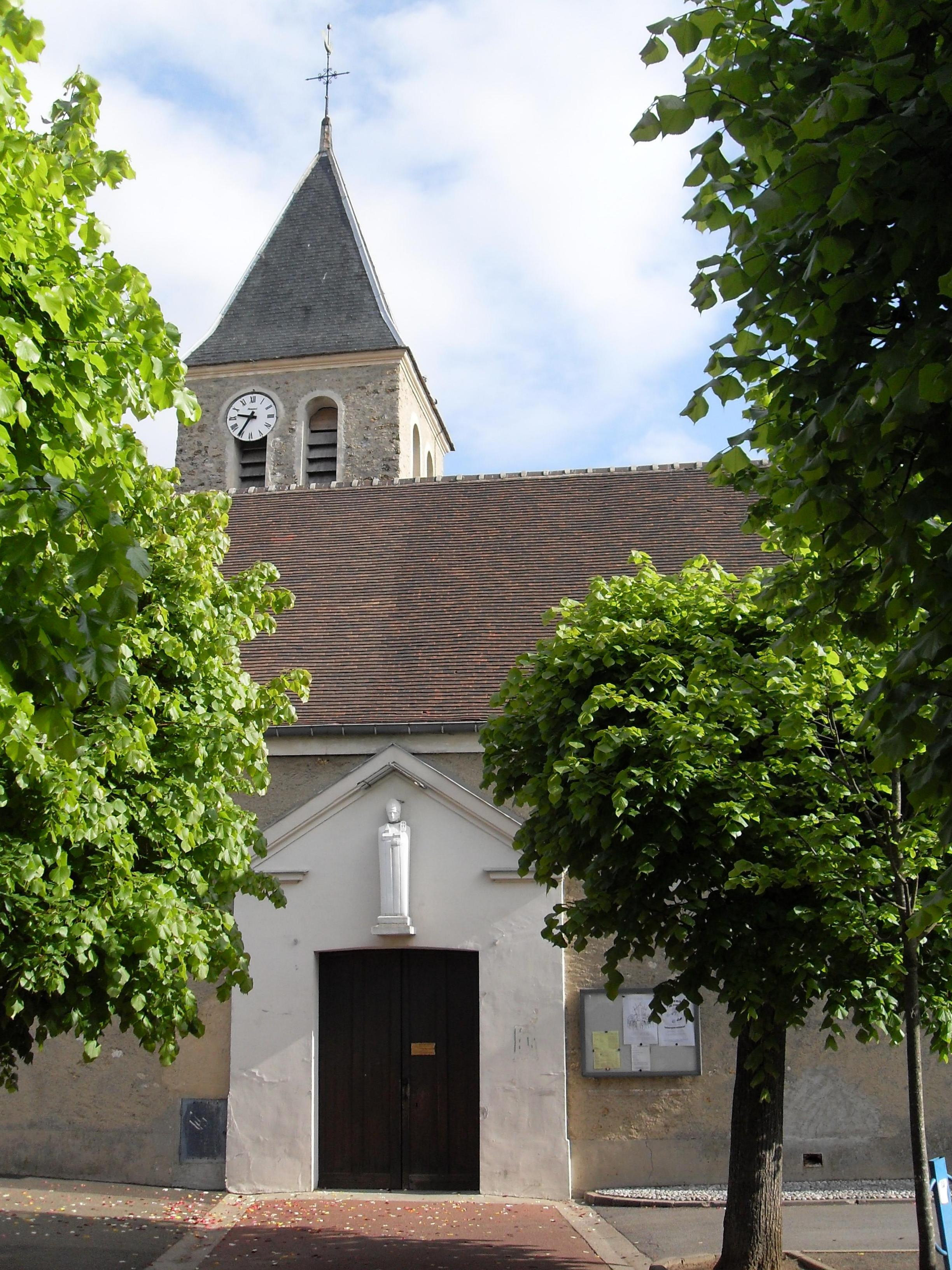
Kirche Saint-Martin

Siehe auch: Liste der Monuments historiques in Les Clayes-sous-Bois
- Kirche Saint-Martin mit Fundamenten aus dem 11. Jahrhundert, und Korpus aus dem 14. und 15. Jahrhundert
- Parc de Diane mit der Arbre de Diane und Jagdhaus
- Schlösser

## Persönlichkeiten
- Diana von Poitiers (1500–1566), Gräfin von Saint-Vallier, Herzogin von Étampes und Herzogin von Valentinois
- Mabrouk El Mechri (* 1976), Regisseur